# Jozef Lewandowski
Jozef Lewandowski, född 1923 i Konin, död 17 november 2007 i Stockholm, var en polsk-svensk historiker och författare.
Som ung deltog Lewandowski som soldat i andra världskriget. Efter kriget studerade han historia vid universitetet i Warszawa och disputerade där 1961. Han specialiserade sig på Östeuropas historia och dess nationella frågor. År 1969 kom han som politisk flykting till Sverige och knöts då till Uppsala universitet där han undervisade fram till sin pensionering 1988. Han gav ut ett stort antal vetenskapliga skrifter och skrev åtta böcker. Peter Englund, som har skrivit förordet till hans sista bok Knutpunkt Stockholm, var en av Jozef Lewandowskis elever i Uppsala.